# جورج هربرت ميد
«جورج هيربرت ميد» (27 فبراير 1863 - 26 أبريل 1931) كان فيلسوفاً أمريكيًا، كما أنه كان عالم اجتماع وعالم نفس بـجامعة شيكاغو. وكان يحظى باحترام كبير باعتباره واحداً من مؤسسي التعاونية الرمزية والذي أصبح يشار إليه بالتقليد الاجتماعي في شيكاغو.

## سيرته الشخصية
ولد جورج في 27 فبراير عام 1863 في جنوب هيدلي، ماساتشوستس. تمت تربيته في عائلة بروستانتية من الطبقة المتوسطة، مكونة من والده، ووالدته، وأخته آليس. كان والده قسًا سابقًا من نسل المزارعين ورجال الدين، ثم تقلد منصب كبير في اللاهوت المقدس واللاهوت الرعوي في كلية أوبرلين. والدته إليزابيث ستورز ميد كانت تدرس لمدة عامين في كلية أوبرلين وبعد ذلك، من 1890 حتي 1900، شغلت منصب رئيس كلية ماونت هوليوك في جنوب هادلي، ماساتشوستس. في عام 1879، التحق جورج ميد بكلية أوبرلين، وتخرج في عام 1883 بدرجة البكالوريوس. على مدى السنوات الثلاث التالية بعد التخرج، عمل جورج مسّاحًا للأراضي لشركة ويسكونسن المركزية للسكك الحديدية.
في خريف 1887، التحق ميد بـجامعة هارفرد، حيث كانت اهتماماته الرئيسية هي الفلسفة وعلم النفس. في هارفارد، درس ميد مع جوشيا رويس، وكان له تأثير كبير على فكره، ووليم جيمس، الذي درس لأطفاله. في عام 1888، غادر «ميد» جامعة هارفارد بعد حصوله على شهادة البكالوريوس فقط. وانتقل إلى لايبزيغ بألمانيا للدراسة مع عالم النفس فيلهلم فونت، الذي تعلم منه مفهوم «الإيماءة»، وهو مفهوم أساسي لعمله الأخير.
في عام 1891 تزوج من قلعة هيلين كينجسبري كاستل (1860-1929)، أخت هنري نورثروب كاسل (1862-1895)، وهو صديق التقى به في أوبرلين. على الرغم من عدم الانتهاء من درجة الدكتوراة، استطاع ميد الحصول على وظيفة في جامعة ميشيغان في عام 1891. في جامعة ميشيغان، التقى ميد مع تشارلز كولي وجون ديوي، وكلاهماأثر عليه بشكل كبير. في 1894 انتقل ميد، مع ديوي، إلى جامعة شيكاغو، حيث درس هناك حتى وفاته. أدى تأثير ديوي فيه إلى نظرية التعليم، لكن تفكيره انحرف عن نظرية ديوي، وتطور إلى نظرياته النفسية الشهيرة عن العقل، والذات والمجتمع..:353 كما عمل أميناً للصندوق في شيكاغو. مات جورج نتيجة لفشل في القلب في 26 أبريل عام 1931.

## كتابابته
خلال مسيرته الأدبية التي امتدت لأكثر من 40 عامًا، كتب ميد دائمًا ونشر العديد من المقالات ومراجعات الكتب في كل من الفلسفة وعلم النفس. ومع ذلك، لم ينشر أي كتاب. ولكن بعد وفاته، قام العديد من طلابه بتجميع وتحرير أربعة مجلدات من سجلات دورة علم النفس الاجتماعي الخاصة بميد في جامعة شيكاغو، ومذكراته، وأوراقه العديدة غير المنشورة. المجلدات الأربعة هي: «محاضرات كاروس» (1930)، حرره تشارلز موريس. «فلسفة الحاضر» (1932)، حرره آرثر إي. ميرفي؛ «العقل، والذات والمجتمع» (1934)، حرره تشارلز جورج موريس؛ «حركة الفكر في القرن التاسع عشر» (1936)، تم تحريرها بواسطة ميريت مور؛ و «فلسفة القانون» (1938).
أبرز ما تم نشره لميد من الأوراق البحثية هو «اقتراحات لنظرية التطبيقات الفلسفية» (1900)؛ «الوعي الاجتماعي ووعي المعنى» (1910)؛ «ما هي الأشياء الاجتماعية التي يجب أن يفترضها علم النفس» (1910)؛ «آلية الوعي الاجتماعي» (1912)؛ «النفس الاجتماعية» (1913)؛ «المنهج العلمي وتفكير الفرد» (1917)؛ «الحساب السلوكي للرمز الكبير» (1922)؛ «تكوين الذات والتحكم الاجتماعي»(1925)؛ «واقع الهدف من وجهات نظر» (1926)؛ «طبيعة الماضي» (1929)؛ و «فلسفات رويس وجيمس وديوي في موقعهم الأمريكي» (1929).

## البراجماتية والتفاعل الرمزي
ركز الكثير من عمل ميد على تطوير الذات والموضوعية في العالم ضمن المجال الاجتماعي، فقد أصر على أن «عقل الفرد لا يمكن أن يتكون إلا في وجود العقول الأخرى المحيطة ذات المعاني المشتركة».
إن أهم ركيزتين لعمل ميد، والتفاعلية الرمزية بشكل عام، هما فلسفة البراغماتية والسلوك الاجتماعية (أي: كان ميد يهتم بالمحفزات والإيماءات والأشياء الاجتماعية ذات المعاني الغنية بدلاً من الأجسام المادية العارية التي اعتبرها السلوكيون النفسيون مؤثرات).
هناك أربعة مبادئ أساسية للبراغماتية: أولاً، بالنسبة للبراغماتيين فإن الواقعية غير موجودة في العالم الحقيقي، ولكن «يتم إنشاؤها وفقاً لنشاطنا نحن تجاه العالم المحيط.» ثانياً، يتذكر الناس ويبنون معارفهم حول العالم على ما هو مفيد لهم ومن المرجح أن يغيروا ما لم يعد يعمل أو يفيد. ثالثًا، يحدد الأشخاص المؤثرات الاجتماعية والبدنية التي يواجهونها في العالم وفقًا لاستخدامهم لها. وأخيراً، إذا أردنا أن نفهم الجهات الفاعلة، يجب أن نبني هذا الفهم على ما يفعله الناس فعلاً. ثلاثة من هذه الأفكار حاسمة للتفاعل الرمزي:
1. التركيز على التفاعل بين الإنسان والعالم [20]
2. النظر إلي كل من الإنسان والعالم علي أنهم عمليات ديناميكية وليس هياكل ثابتة
3. قدرة الإنسان على تفسير العالم الاجتماعي.[21]

## الفلسفة الاجتماعية (السلوكية)
كان ميد شخصية مهمة في الفلسفة الاجتماعية في القرن العشرين. وكان أحد أكثر أفكاره تأثيراً هو نشوء العقل والنفس من خلال عملية الاتصال بين الكائنات الحية، والتي تمت مناقشتها في بحث «العقل، والذات والمجتمع»، والمعروفة أيضًا باسم السلوك الاجتماعي.
بالنسبة لميد، فإن العقل ينشأ من فعل التواصل الاجتماعي. فقد كان مفهوم ميد للفعل الاجتماعي ذو صلة ليس فقط بنظريته الذهنية، بل أيضًا بجميع جوانب فلسفته الاجتماعية. إن نظريته عن «العقل، والذات والمجتمع» هي، في الواقع، فلسفة الفعل من وجهة نظر العملية الاجتماعية التي تنطوي على تفاعل العديد من الأفراد، تمامًا مثل نظريته في المعرفة والقيم والتي تنطوي علي فلسفة الفعل من وجهة نظر الشخص الذي يتفاعل مع البيئة.

## طبيعة النفس
الجزء الأخير من نظرية ميد الاجتماعية هو العقل باعتباره نتاج الفرد للعملية الاجتماعية. يقول ميد: «الذات هي عملية اجتماعية»، وهذا يعني أن هناك سلسلة من الإجراءات التي تستمر في العقل للمساعدة في صياغة الذات الكاملة. فقد قدم ميد الذات والعقل وفقاً لعملية التواصل الاجتماعي. فبما أن الإيماءات تأخذ من الفرد، فإن الفرد يأخذ أيضاً المواقف الجماعية للآخرين، في شكل إيماءات، ويتفاعل وفقاً لذلك مع مواقف منظمة أخرى.

## فلسفة العلم
يعتبر ميد هو الفيلسوف الأمريكي الرئيسي، كما أنه جنباً إلى جنب مع جون ديوي، وشارل ساندرز بيرس ووليم جيمس، هم مؤسسي البراغماتية. كما قدم ميد مساهمات كبيرة في فلسفات الطبيعة، والعلوم، والتاريخ، والأنثروبولوجيا الفلسفية، والفلسفة العملية. اعتبر ديوي وألفريد نورث وايتهيد ميد مفكرًا في المرتبة الأولى.
تشمل تجربة الاتصال تجارب الموقع والتوازن والدعم، ويستخدمها الكائن الحي عندما يخلق مفهومه للعالم المادي. يتم استخلاص مفاهيمنا العلمية للفضاء والوقت والكتلة من تجربة المناورة. مفاهيم مثل الإلكترون هي أيضا مستمدة من التلاعب. في تطوير العلم نقوم ببناء أشياء افتراضية من أجل مساعدة أنفسنا في السيطرة على الطبيعة. إن مفهوم الحاضر كوحدة متميزة، هو خيال علمي تم تصميمه لتسهيل القياس الدقيق. في النظرة العلمية العالمية يتم استبدال التجربة الفورية بالبنيات النظرية. ومع ذلك، فإن التجربة النهائية هي التلاعب والاتصال عند الانتهاء من عمل ما.
افترض ميد أن البشر يبدأون فهمهم للعالم الاجتماعي من خلال «اللعب». يأتي «اللعب» أولاً في تطور الطفل. يأخذ الطفل أدوارًا مختلفة يلاحظها في المجتمع «البالغ»، ويلعبها لفهم الأدوار الاجتماعية المختلفة. على سبيل المثال، يلعب دور الشرطي أولاً ثم دور اللص حينما يلعب «لصوص وضباط»، ويلعب دور الطبيب والمريض عند لعب «لعبة الدكتور». ونتيجة لهذه المسرحية، يتعلم الطفل أن يصبح موضوعًيا، ويبدأ في أن يصبح قادرًا على بناء الذات. : 360

## المؤلفات
- 1932. The Philosophy of the Present. Open Court Publishing.
- 1934. Mind, Self, and Society. Ed. by Charles W. Morris. University of Chicago Press. (ردمك 978-0-226-51668-4)

- 1936. Movements of Thought in the Nineteenth Century. Ed. by C. W. Morris. University of Chicago Press.
- 1938. The Philosophy of the Act. Ed. by C.W. Morris et al. University of Chicago Press.
- 1964. Selected Writings. Ed. by A. J. Reck. University of Chicago Press. (ردمك 978-0-226-51671-4) This volume collects articles Mead himself prepared for publication.

- 1982. The Individual and the Social Self: Unpublished Essays by G. H. Mead. Ed. by David L. Miller. University of Chicago Press. (ردمك 978-0-608-09479-3)

- 2001. Essays in Social Psychology. Ed. by M. J. Deegan. Transaction Books. (Book review [31])
- 2011. G.H. Mead. A Reader. Ed. by F.C. Silva. Routledge.

## الملاحظات والمراجع
1. ↑  Baldwin، John (2009). George Herbert Mead. Sage. ص. 7. ISBN:0-8039-2320-1. مؤرشف من الأصل في 2019-12-16.
2. ↑  Cook، Gary A. (1993). George Herbert Mead: the making of a social pragmatist. University of Illinois Press. ص. 4. ISBN:978-0-252-06272-8. مؤرشف من الأصل في 2014-09-14.
3. ↑  Miller، David (2009). George Herbert Mead: Self, Language, and the World. University of Texas Press. ص. xii–xix. ISBN:0-292-72700-3.
4. 1 2 3  Ritzer، George (2008). Sociological Theory. McGraw-Hill. ISBN:978-0-07-352818-2. مؤرشف من الأصل في 2019-12-16.
5. ↑  George H. Mead (1907). "The Social Settlement: Its basis and function". University of Chicago Record: 108–110. مؤرشف من الأصل في 2019-06-18.
6. ↑  Ritzer، George (2004). Encyclopedia of Social Theory. Thousand Oaks, California: SAGE Publications. ص. 491. ISBN:0-7619-2611-9.
7. ↑  "George Herbert Mead, Philosophy". www.lib.uchicago.edu. مؤرشف من الأصل في 2016-03-03. اطلع عليه بتاريخ 2016-02-10.
8. ↑   "Suggestions Towards a Theory of the Philosophical Disciplines" (1900) نسخة محفوظة 07 نوفمبر 2017 على موقع واي باك مشين.
9. ↑   "Social Consciousness and the Consciousness of Meaning" (1910) نسخة محفوظة 07 نوفمبر 2017 على موقع واي باك مشين.
10. ↑   "What Social Objects Must Psychology Presuppose" (1910) نسخة محفوظة 07 نوفمبر 2017 على موقع واي باك مشين.
11. ↑   "The Mechanism of Social Consciousness" نسخة محفوظة 07 نوفمبر 2017 على موقع واي باك مشين.
12. ↑   "The Social Self" (1913) نسخة محفوظة 07 نوفمبر 2017 على موقع واي باك مشين.
13. ↑   "Scientific Method and the Individual Thinker" (1917) نسخة محفوظة 07 نوفمبر 2017 على موقع واي باك مشين.
14. ↑   "A Behavioristic Account of the Significant Symbol" (1922) نسخة محفوظة 07 نوفمبر 2017 على موقع واي باك مشين.
15. ↑  "George Herbert Mead: The Genesis of the Self and Social Control". Brocku.ca. مؤرشف من الأصل في 2017-11-07. اطلع عليه بتاريخ 2013-08-01.
16. ↑  "George Herbert Mead: The Objective Reality of Perspectives". Brocku.ca. مؤرشف من الأصل في 2017-11-07. اطلع عليه بتاريخ 2013-08-01.
17. ↑  "George Herbert Mead: The Nature of the Past". Brocku.ca. مؤرشف من الأصل في 2017-11-07. اطلع عليه بتاريخ 2013-08-01.
18. ↑  "George Herbert Mead: The Philosophies of Royce, James and Dewey in their American setting". Brocku.ca. مؤرشف من الأصل في 2017-11-07. اطلع عليه بتاريخ 2013-08-01.
19. 1 2  Cronk، George (2005)، "George Herbert Mead"، في Fieser، James؛ Dowden، Bradley (المحررون)، موسوعة الإنترنت للفلسفة
20. ↑  Mead، George (1934). MIND، SELF and SOCIETY. The University of Chicago الصحافة. ص. 175. ISBN:978-0-226-51668-4. {{استشهاد بكتاب}}: |موقع= تُجوهل (مساعدة)
21. ↑  Phillips, Trevor J. (22 Nov 2015). Tibbels, Kirkland; Patterson, John (eds.). Transactionalism: An Historical and Interpretive Study (بالإنجليزية) (2 ed.). Influence Ecology. p. 54. Archived from the original on 2016-09-24.
22. 1 2  Desmonde، William H (2006) [1967]. "Mead, George Herbert (1863-1931)". في Borchert، Donald M. (المحرر). Encyclopedia of Philosophy. Macmillan Reference. ج. 6. ص. 79–82. ISBN:0-02-865786-1.
23. ↑  Sociological Research Online، vol 18، no. 4 ، 19.  نسخة محفوظة 24 أكتوبر 2014 على موقع واي باك مشين.
24. ↑  غيليسبي، أليكس (2006). Becoming Other: From Social Interaction to Self-Reflection. معلومات النشر العمر isbn = 978-1-59311-230-1. مؤرشف من الأصل في 2015-12-22. {{استشهاد بكتاب}}: عمود مفقود في: |ناشر= (مساعدة)
25. ↑  edited، George H. Mead؛؛ Morris، with intro by Charles W. = title = العقل ، الذات ، والمجتمع من وجهة نظر السلوك الاجتماعي الاجتماعي (1967). Chicago London: University of Chicago Press. ص. 178–179. ISBN:9780226516608. {{استشهاد بكتاب}}: |الأخير1= باسم عام (مساعدة)، الوسيط |title= غير موجود أو فارغ (مساعدة)، وعمود مفقود في: |الأول2= (مساعدة)
26. ↑  Mead، George H.؛ Morris، Charles W. (1967). العقل ، الذات والمجتمع من وجهة نظر السلوك الاجتماعي. Chicago London: University of Chicago Press. ص. 178–179. ISBN:9780226516608.
27. ↑  Mead، George H.؛ Morris، Charles W. (1967). العقل ، الذات والمجتمع من وجهة نظر السلوك الاجتماعي. مطبعة جامعة شيكاغو. ص. 174–186. ISBN:9780226516608. {{استشهاد بكتاب}}: |موقع= تُجوهل (مساعدة)
28. ↑  جاك Catudal (2001). الشجار بين الثوابت والتدفق الناشر = مطبعة جامعة ولاية بنسلفانيا. مارغوليس. {{استشهاد بكتاب}}: |موقع= تُجوهل (مساعدة) والوسيط |الأول= يفتقد |الأخير= (مساعدة)
29. ↑  
Alex Gillespie. "Position exchange: The social development of agency". مؤرشف من الأصل في 2019-12-16. {{استشهاد ويب}}: |archive-date= / |archive-url= timestamp mismatch (مساعدة)
30. ↑  
Alex Gillespie. "Exchanging social positions: Enhancing intersubjective coordination within a joint task". مؤرشف من الأصل في 2019-12-16.
31. ↑   نسخة محفوظة June 17, 2010, على موقع واي باك مشين. [وصلة مكسورة]

## مزيد من القراءة
- Aboulafia, Mitchell (ed.) (1991) Philosophy, Social Theory, and the Thought of George Herbert Mead. SUNY Press.
- Aboulafia, Mitchell (2001) The Cosmopolitan Self: George Herbert Mead and Continental Philosophy. University of Illinois Press.
- Blumer, H. & Morrione, T.J. (2004) George Herbert Mead and Human Conduct. New York: Altamira Press.
- Conesa-Sevilla, J. (2005). The Realm of Continued Emergence: The Semiotics of George Herbert Mead and its Implications to Biosemiotics, Semiotics Matrix Theory, and Ecological Ethics. Sign Systems Studies, September, 2005, Tartu University, Estonia.
- Gillespie, A. (2005) "G.H. Mead: Theorist of the social act," [وصلة مكسورة] Journal for the Theory of Social Behaviour 35: 19-39.
- Gillespie, A. (2006). Games and the development of perspective taking [وصلة مكسورة]. Human Development, 49, 87-92.
- هانس يواس  [لغات أخرى]‏ (1985) G.H. Mead: A Contemporary Re-examination of His Thought. MIT Press.
- يورغن هابرماس (1992) "Individuation through socialization: On George Herbert Mead’s theory of socialization," in Habermas, Postmetaphysical Thinking, translated by William Mark Hohengarten. MIT Press.
- Honneth, Axel (1996) "Recognition and socialization: Mead's naturalistic transformation of Hegel's idea," in Honneth, Struggle for Recognition: The Moral Grammar of Social Conflicts, translated by Joel Anderson. MIT Press.
- Lewis, J.D. (1979) "A social behaviorist interpretation of the Meadian 'I'," American Journal of Sociology 85: 261-287.
- Lundgren, D.C. (2004) "Social feedback and self-appraisals: Current status of the Mead-Cooley hypothesis," Symbolic Interaction 27: 267-286.
- Miller, David L. (1973) G.H. Mead: Self, Language and the World. University of Chicago Press.
- Sánchez de la Yncera, Ignacio (1994) La Mirada Reflexiva de G.H. Mead. Centro de Investigaciones Sociológicas.
- Shalin, Dmitri (1988) "G. H. Mead, socialism, and the progressive agenda," American Journal of Sociology 93: 913-951.
- Silva, F. C. (2007) G.H. Mead. A Critical Introduction. Cambridge: Polity Press.
- Silva, F. C. (2008) Mead and Modernity. Science, Selfhood and Democratic Politics. Lanham: Lexington Books.

## روابط خارجية
- جورج هربرت ميد على موقع الموسوعة البريطانية (الإنجليزية)
- جورج هربرت ميد على موقع إن إن دي بي (الإنجليزية)

- موسوعة الإنترنت للفلسفة: "George Herbert Mead"—by George Cronk.
- Mead Project 2.0. Mead's published and unpublished writings, many of which are available online, along with others'.
- Review materials for studying George Herbert Mead
- The Social Self - by George Herbert Mead (1913)
- George Herbert Mead by Mitchell Aboulafia - موسوعة ستانفورد للفلسفة
- مؤلفات جورج هربرت ميد في مشروع غوتنبرغ
- أعمال أو نبذة عن جورج هربرت ميد على أرشيف الإنترنت
- أعمال جورج هربرت ميد في ليبري فوكس